# Tỉnh ủy Sơn La
Tỉnh ủy Sơn La hay còn được gọi Ban chấp hành Đảng bộ tỉnh Sơn La là cơ quan lãnh đạo cao nhất của Đảng bộ tỉnh Sơn La giữa hai kỳ đại hội đại biểu Đảng bộ tỉnh Sơn La, do Đại hội Đại biểu Đảng bộ tỉnh bầu.
Tỉnh ủy Sơn La có chức năng thi hành nghị quyết, quyết định của Đại hội Đại biểu Đảng bộ tỉnh Sơn La, Ban Chấp hành Trung ương Đảng, Ban Bí thư và Bộ Chính trị.
Đứng đầu Tỉnh ủy là Bí thư Tỉnh ủy và thường là ủy viên Ban chấp hành Trung ương Đảng. Bí thư hiện tại là Hoàng Quốc Khánh.